# تهی‌سازی منبع

مسیرهای جریان آب زیرزمینی از نظر طول، عمق و زمان سفر از نقاط تغذیه به نقاط تخلیه در سیستم آب زیرزمینی بسیار متفاوت است.

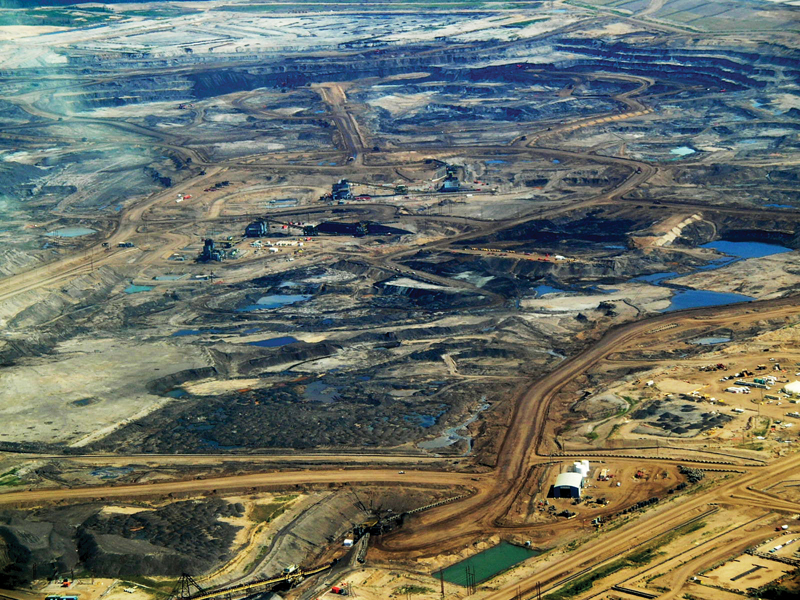
شن‌های قیری در آلبرتا، ۲۰۰۸. نفت یکی از پرکاربردترین منابع برای انسان است.

تهی‌سازی منبع (به انگلیسی: Resource depletion) عبارت است از مصرف سریع یک منبع نسبت به آن که بتوان آن را دوباره پر کرد. منابع طبیعی معمولاً بین دو دستهٔ منابع تجدیدپذیر و منابع تجدیدناپذیر تقسیم می‌شوند (همچنین به طبقه‌بندی منابع معدنی نگاه کنید). استفاده از هر یک از این منابع فراتر از میزان جایگزینی آنها به عنوان تهی‌سازی منابع در نظر گرفته می‌شود. ارزش یک منبع نتیجه مستقیم در دسترس بودن آن در طبیعت و هزینه استخراج منبع است، هر چه یک منبع بیشتر تخلیه شود، ارزش آن منبع بیشتر می‌شود. انواع مختلفی از تهی‌سازی منابع وجود دارند که شناخته‌شده‌ترین آنها عبارتند از: کاهش سفره‌های آب زیرزمینی، جنگل‌زدایی، استخراج معادن برای سوخت‌های فسیلی و مواد معدنی، آلودگی یا آلودگی منابع، روش‌های کشاورزی بریدن و سوزاندن، فرسایش خاک و مصرف بی‌رویه، استفاده بی‌رویه یا غیرضروری از منابع.